# Love You To
Love You To – piosenka zespołu The Beatles napisana i zaśpiewana przez George’a Harrisona, umieszczona na albumie Revolver (1966). Utwór jest pierwszą oficjalnie wydaną kompozycją Beatlesów, który naśladuje muzykę indyjską.

## Personel
- George Harrison – wokal, gitara akustyczna, gitara elektryczna, sitar
- Paul McCartney – wokal wspierający
- Ringo Starr – tamburyn
- Anil Bhagwat – tabla